# Суриан, Антонио
Антонио Суриан (Сурян, лат. Antonius Surianus; 25 ноября 1455, Венеция — 19 мая 1508, Венеция) — патриарх Венеции с 1504 года вплоть до своей смерти в 1508 году.

## Биография
Сурианы (Суряны) были венецианской патрицианской семьёй армянского происхождения и членами Большого совета Венеции.
Антонио Суриан родился в Венеции 25 ноября 1455 года в семье патриция Джованни и Маргариты Чивран.
В возрасте восемнадцати лет он стал монахом-картезианцем и был отправлен на учёбу в Падую. В 1584 году был переведён в монастырь Святого Андрея на острове Ла-Чертоза, совсем рядом с городом Венеция. Суриан также служил в своём ордене в дипломатических миссиях во Франции и Германии, где, вероятно, он также служил в секретной службе республики.
С 1497 по 1500 год он был приором монастыря Картезианца в Падуе, а с 1500 года вернулся в монастырь Святого Андрея.
13 ноября, после смерти патриарха Венеции Томмазо Дона, Венецианский сенат избрал Суриана его преемником. Выбор был утверждён папой Юлием II 27 ноября. Суриан вступил во владение в венецианском соборе Сан-Пьетро-ди-Кастелло 2 февраля 1508 года, а неделю спустя он был рукоположен в епископы той же церкви Франческо Квирини, епископом Дурреса.
Умер в Венеции 19 мая 1508 года, был похоронен в монастыре картезианцев на острове Ла-Чертоза.
Он был дядей венецианского политика и посла Антонио Суриана (1483—1542).